# Schönwalde am Bungsberg
Schönwalde am Bungsberg là một đô thị thuộc huyện Ostholstein, bang Schleswig-Holstein, Đức.